# 1a etapa del Tour de França de 2016
La 1a etapa del Tour de França de 2016 es disputà el dissabte 2 de juliol de 2016 sobre un recorregut de 188 km, amb sortida a Mont-Saint-Michel i arribada a Utah Beach.
El vencedor de l'etapa i primer líder de la classificació general fou el britànic de l'illa de Man Mark Cavendish (Dimension Data), que s'imposà en un accidentat esprint. Aquesta era la vint-i-setena victòria d'etapa de Cavendish al Tour de França i la primera en què aconseguia vestir-se amb el mallot groc de líder.

## Recorregut

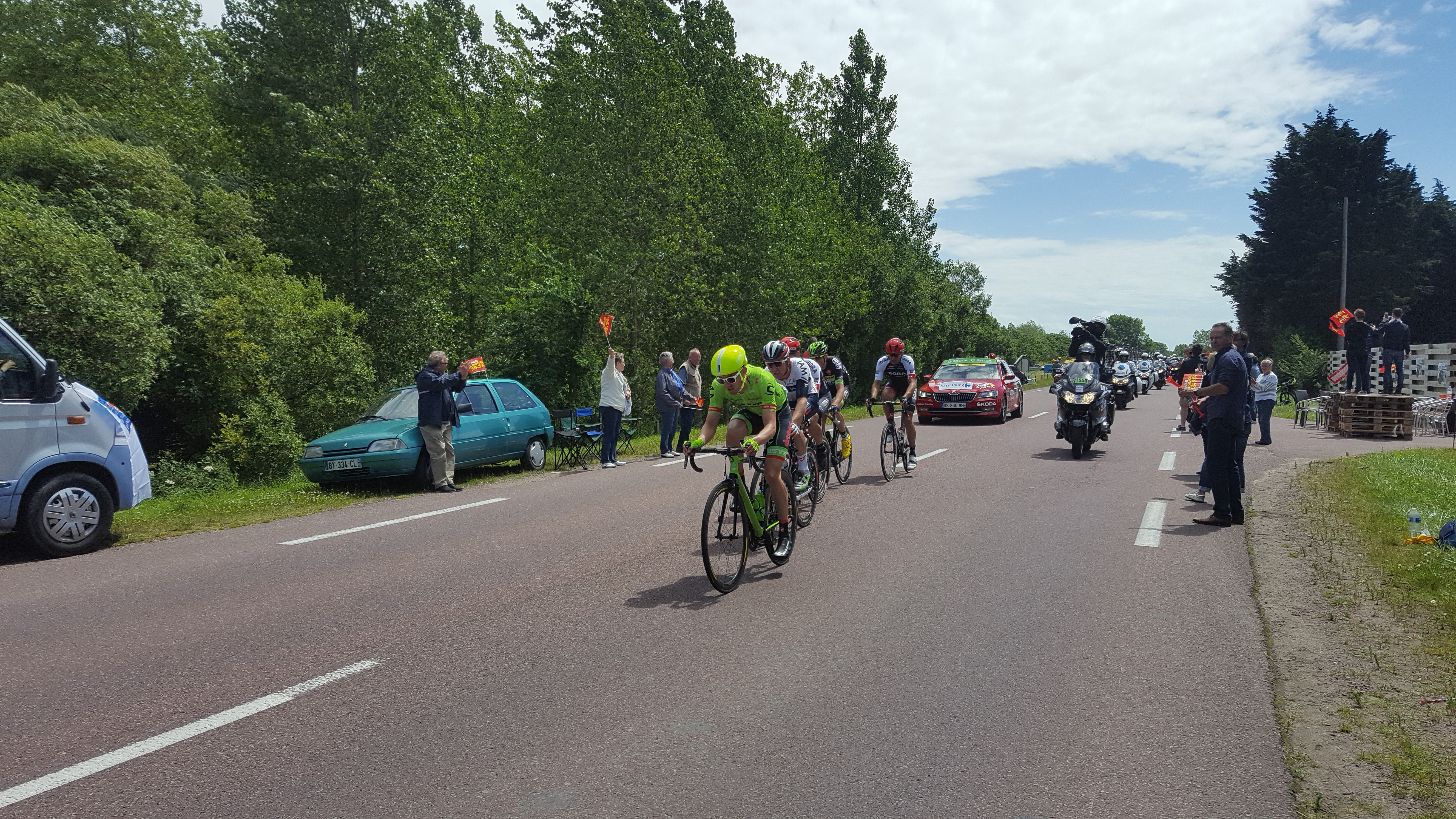
Pas dels escapats per Gouville-sur-Mer.

Etapa totalment plana, amb només dues petites cotes de quarta categoria en els primers quilòmetres (km 20,5 i 39). Se surt de Mont-Saint-Michel en direcció a Pontaubault i Avranches, on hi ha la primera de les dificultats muntanyoses de la cursa. A partir d'aquell moment se segueix la costa en direcció nord fins a arribar a Lessay (km 110), on es pren direcció a Quinéville, per anar a buscar el mar a l'altra banda de la península de Cotentin. Un cop a la costa es pren direcció sud fins a la Platja Utah, una de les principals platges del Desembarcament de Normandia el 6 de juny de 1944 i la que estava més a l'oest.

## Desenvolupament de l'etapa
Etapa marcada per la forta caiguda que patí Alberto Contador (Team Tinkoff) a manca de 78 km per l'arribada que el deixà ben masegat de l'espatlla dreta. Després de ser atès pel metge de carrera es reincorporà al gran grup en comprovar que no tenia cap fractura. Fins aleshores el més destacat havia estat una escapada formada per cinc ciclistes: Paul Voss (Bora-Argon 18), primer líder de la muntanya, Leigh Howard (IAM Cycling), Alex Howes (Cannondale-Drapac), Jan Barta (Bora-Argon 18) i Anthony Delaplace (Fortuneo-Vital Concept). A manca de 60 quilòmetres Delaplace i Howes deixen enrere els seus companys d'escapada. Amb tot, seran neutralitzats a manca de 5 quilòmetres de l'arribada a la platja Utah, quan els equips dels esprintadors acceleraren el ritme. La victòria, en un accidentat esprint, fou per a Mark Cavendish (Dimension Data), en el que era la vint-i-setena victòria d'etapa de Cavendish al Tour de França i la primera vegada en què aconseguia vestir-se amb el mallot groc de líder.

## Resultats

### Classificació de l'etapa
| \| Classificació de l'etapa \| Classificació de l'etapa \| Classificació de l'etapa \| Classificació de l'etapa \| Classificació de l'etapa \| \| Corredor \| Corredor \| Equip \| Temps \| \| \| ------------------------ \| ------------------------ \| -------------------------- \| ------------------------ \| ------------------------ \| \| 1r \| Mark Cavendish \| Dimension Data \| 4h 14' 05" \| \| \| 2n \| Marcel Kittel \| Etixx-Quick Step \| + 0" \| \| \| 3r \| Peter Sagan \| Tinkoff \| + 0" \| \| \| 4t \| André Greipel \| Lotto-Soudal \| + 0" \| \| \| 5è \| Edward Theuns \| Trek-Segafredo \| + 0" \| \| \| 6è \| Christophe Laporte \| Cofidis, Solutions Crédits \| + 0" \| \| \| 7è \| Bryan Coquard \| Direct Énergie \| + 0" \| \| \| 8è \| Alexander Kristoff \| Katusha \| + 0" \| \| \| 9è \| Daniel McLay \| Fortuneo-Vital Concept \| + 0" \| \| \| 10è \| Greg Henderson \| Lotto-Soudal \| + 3" \| \| |                    |                            |            |
| |                    |                            |            |
| Font: ProCyclingStats |                    |                            |            |
| Classificació de l'etapa |                    |                            |            |
| Corredor | Corredor           | Equip                      | Temps      |
| 1r | Mark Cavendish     | Dimension Data             | 4h 14' 05" |
| 2n | Marcel Kittel      | Etixx-Quick Step           | + 0"       |
| 3r | Peter Sagan        | Tinkoff                    | + 0"       |
| 4t | André Greipel      | Lotto-Soudal               | + 0"       |
| 5è | Edward Theuns      | Trek-Segafredo             | + 0"       |
| 6è | Christophe Laporte | Cofidis, Solutions Crédits | + 0"       |
| 7è | Bryan Coquard      | Direct Énergie             | + 0"       |
| 8è | Alexander Kristoff | Katusha                    | + 0"       |
| 9è | Daniel McLay       | Fortuneo-Vital Concept     | + 0"       |
| 10è | Greg Henderson     | Lotto-Soudal               | + 3"       |

### Punts atribuïts
| Esprint intermedi La Haye-du-Puits (km 118,5) |                            |                        |        |
| 1r                                            | Leigh Howard (AUS)         | IAM Cycling            | 20 pts |
| 2n                                            | Jan Barta (CZE)            | Bora-Argon 18          | 17 pts |
| 3r                                            | Alex Howes (USA)           | Cannondale-Drapac      | 15 pts |
| 4t                                            | Anthony Delaplace (FRA)    | Fortuneo-Vital Concept | 13 pts |
| 5è                                            | André Greipel (GER)        | Lotto Soudal           | 11 pts |
| 6è                                            | Marcel Kittel (GER)        | Etixx-Quick Step       | 10 pts |
| 7è                                            | Peter Sagan (SVK)          | Team Tinkoff           | 9 pts  |
| 8è                                            | Bryan Coquard (FRA)        | Direct Énergie         | 8 pts  |
| 9è                                            | Greg Van Avermaet (BEL)    | BMC Racing Team        | 7 pts  |
| 10è                                           | Mark Cavendish (GBR)       | Dimension Data         | 6 pts  |
| 11è                                           | Fabio Sabatini (ITA)       | Etixx-Quick Step       | 5 pts  |
| 12è                                           | Maximiliano Richeze (ARG)  | Etixx-Quick Step       | 4 pts  |
| 13è                                           | Michael Mørkøv (DEN)       | Team Katusha           | 3 pts  |
| 14è                                           | Alexander Kristoff (NOR)   | Team Katusha           | 2 pts  |
| 15è                                           | Edvald Boasson Hagen (NOR) | Dimension Data         | 1 pt   |

| Esprint final Platja Utah (km 188) |                          |                        |        |
| 1r                                 | Mark Cavendish (GBR)     | Dimension Data         | 50 pts |
| 2n                                 | Marcel Kittel (GER)      | Etixx-Quick Step       | 30 pts |
| 3r                                 | Peter Sagan (SVK)        | Team Tinkoff           | 20 pts |
| 4t                                 | André Greipel (GER)      | Lotto Soudal           | 18 pts |
| 5è                                 | Edward Theuns (BEL)      | Trek-Segafredo         | 16 pts |
| 6è                                 | Christophe Laporte (FRA) | Cofidis                | 14 pts |
| 7è                                 | Bryan Coquard (FRA)      | Direct Énergie         | 12 pts |
| 8è                                 | Alexander Kristoff (NOR) | Team Katusha           | 10 pts |
| 9è                                 | Daniel McLay (GBR)       | Fortuneo-Vital Concept | 8 pts  |
| 10è                                | Gregory Henderson (NZL)  | Lotto Soudal           | 7 pts  |
| 11è                                | Sondre Holst Enger (NOR) | IAM Cycling            | 6 pts  |
| 12è                                | Jasper Stuyven (BEL)     | Trek-Segafredo         | 5 pts  |
| 13è                                | Warren Barguil (FRA)     | Team Giant-Alpecin     | 4 pts  |
| 14è                                | Julian Alaphilippe (FRA) | AG2R La Mondiale       | 3 pts  |
| 15è                                | John Degenkolb (GER)     | Team Giant-Alpecin     | 2 pt   |

### Colls i cotes
| Cota d'Avranches. 98m. 4a categoria (km 20,5) (1,2 km al 5,7%) |                 |               |      |
| 1r                                                             | Paul Voss (GER) | Bora-Argon 18 | 1 pt |

| Cota des falaises de Champeaux. 81m. 4a categoria (km 39) (1,3 km al 4,8%) |                 |               |      |
| 1r                                                                         | Paul Voss (GER) | Bora-Argon 18 | 1 pt |

## Classificacions a la fi de l'etapa

### Classificació general
| \| Classificació general \| Classificació general \| Classificació general \| Classificació general \| Classificació general \| \| Corredor \| Corredor \| Equip \| Temps \| \| \| --------------------- \| --------------------- \| -------------------------- \| --------------------- \| --------------------- \| \| 1r \| Mark Cavendish \| Dimension Data \| 4h 13' 55" \| \| \| 2n \| Marcel Kittel \| Etixx-Quick Step \| + 4" \| \| \| 3r \| Peter Sagan \| Tinkoff \| + 6" \| \| \| 4t \| André Greipel \| Lotto-Soudal \| + 10" \| \| \| 5è \| Edward Theuns \| Trek-Segafredo \| + 10" \| \| \| 6è \| Christophe Laporte \| Cofidis, Solutions Crédits \| + 10" \| \| \| 7è \| Bryan Coquard \| Direct Énergie \| + 10" \| \| \| 8è \| Alexander Kristoff \| Katusha \| + 10" \| \| \| 9è \| Daniel McLay \| Fortuneo-Vital Concept \| + 10" \| \| \| 10è \| Greg Henderson \| Lotto-Soudal \| + 13" \| \| |                    |                            |            |
| |                    |                            |            |
| Font: ProCyclingStats |                    |                            |            |
| Classificació general |                    |                            |            |
| Corredor | Corredor           | Equip                      | Temps      |
| 1r | Mark Cavendish     | Dimension Data             | 4h 13' 55" |
| 2n | Marcel Kittel      | Etixx-Quick Step           | + 4"       |
| 3r | Peter Sagan        | Tinkoff                    | + 6"       |
| 4t | André Greipel      | Lotto-Soudal               | + 10"      |
| 5è | Edward Theuns      | Trek-Segafredo             | + 10"      |
| 6è | Christophe Laporte | Cofidis, Solutions Crédits | + 10"      |
| 7è | Bryan Coquard      | Direct Énergie             | + 10"      |
| 8è | Alexander Kristoff | Katusha                    | + 10"      |
| 9è | Daniel McLay       | Fortuneo-Vital Concept     | + 10"      |
| 10è | Greg Henderson     | Lotto-Soudal               | + 13"      |

### Classificació per punts
|   | Ciclista             | Equip            | Punts |
| - | -------------------- | ---------------- | ----- |
| 1 | Mark Cavendish (GBR) | Dimension Data   | 56    |
| 2 | Marcel Kittel (GER)  | Etixx-Quick Step | 40    |
| 3 | Peter Sagan (SVK)    | Team Tinkoff     | 29    |

### Classificació de la muntanya
|   | Ciclista        | Equip         | Punts |
| - | --------------- | ------------- | ----- |
| 1 | Paul Voss (GER) | Bora-Argon 18 | 2     |

### Classificació del millor jove
|   | Ciclista                 | Equip          | Temps      |
| - | ------------------------ | -------------- | ---------- |
| 1 | Edward Theuns (BEL)      | Trek-Segafredo | 4h 14' 05" |
| 2 | Christophe Laporte (FRA) | Cofidis        | m.t.       |
| 3 | Bryan Coquard (FRA)      | Direct Énergie | m.t.       |

### Classificació per equips
|    | Equip               | Temps       |
| -- | ------------------- | ----------- |
| 1r | Lotto Soudal        | 12h 42' 15" |
| 2n | Trek Factory Racing | m.t.        |
| 3r | Etixx-Quick Step    | m.t.        |

## Abandonaments
No es produeix cap abandonament durant l'etapa.